# Tortosa
Tortosa è un comune spagnolo di 34 432 abitanti situato nella comunità autonoma della Catalogna. È il capoluogo della comarca del Baix Ebre (in lingua castigliana Bajo Ebro, Basso Ebro).
Disposta lungo una vallata che si snoda a fianco del fiume Ebro (o Ebre), è una fiorente città ricca di vestigia monumentali fra cui un castello arroccato sulle alture e una cattedrale edificata fra il XIV e il XVI secolo.

## Geografia fisica
Il fiume Ebro, che attraversa Tortosa in senso longitudinale, trova una decina di chilometri più a sud-est lo sbocco in un ampio delta che si affaccia sul mar Mediterraneo.

## Storia
La località era abitata dagli Iberi con il nome di Ilerca. Successivamente, in epoca romana (II secolo a.C.-V secolo), prese il nome di Colonia Julia Augusta Dertosa. I Visigoti la conquistarono negli ultimi decenni del V secolo cedendola poi agli Arabi nel 714 (Ṭurṭūšah).
Anche dopo la riconquista (vedi: Reconquista) da parte di Ramòn Berenguer IV (metà del XII secolo, battaglie di Almeria e Tortosa) mantenne, in parte, un carattere islamico, data la presenza in zona di una numerosa comunità di moriscos (caso non frequente in Catalogna).

## Società

### Evoluzione demografica
Abitanti censiti

## Monumenti e luoghi d'interesse

### Cattedrale di Tortosa

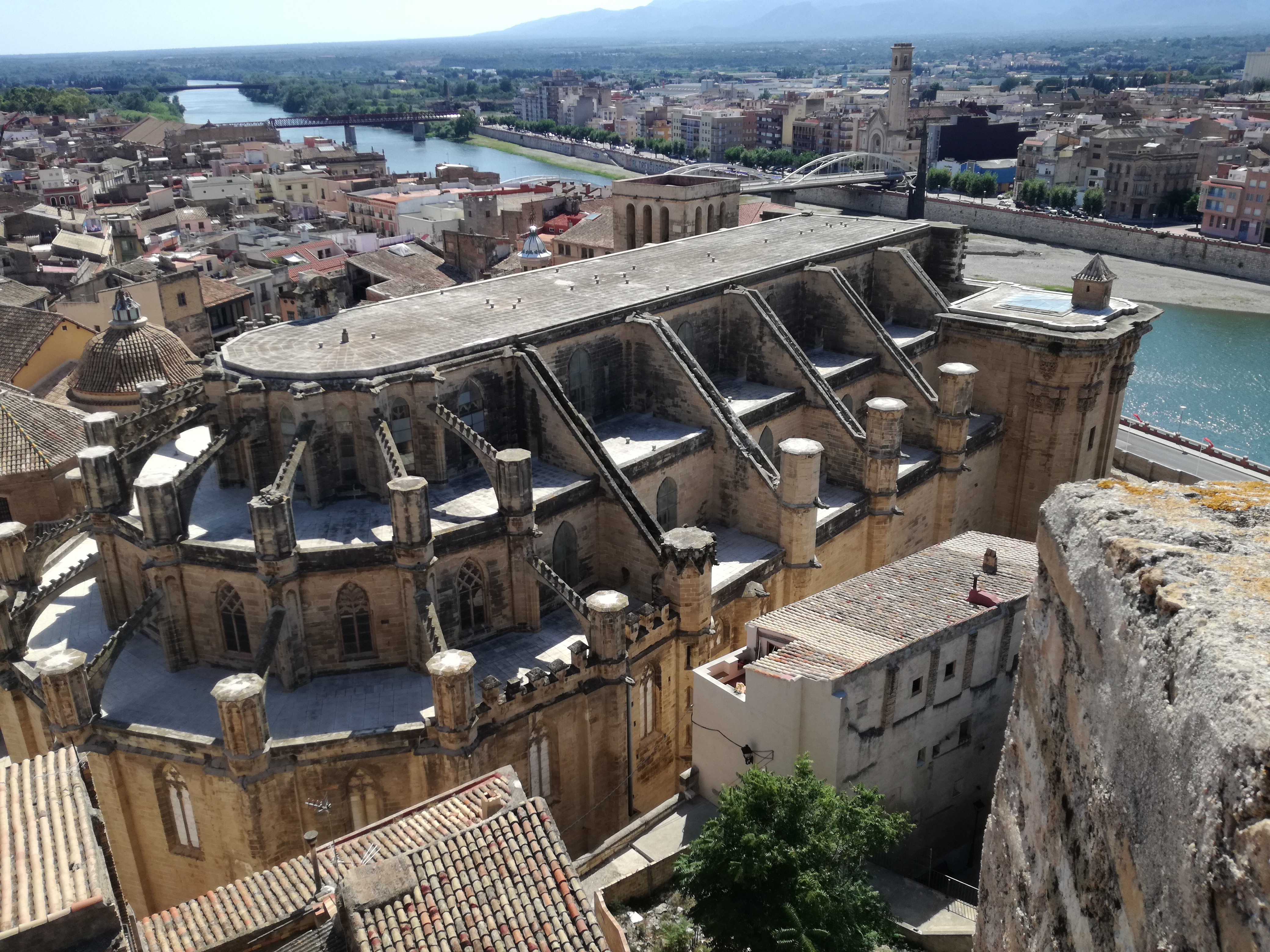
Veduta della Cattedrale di Tortosa dal Castello

La costruzione della Cattedrale di Tortosa (o di Santa Maria) venne iniziata nel 1347 e fu consacrata nel 1597. Questa cattedrale è un buon esempio di tardo gotico in Catalogna. Nel giugno 1931 è stata dichiarata Monumento Storico-Artistico di interesse nazionale insieme al Palazzo Vescovile.

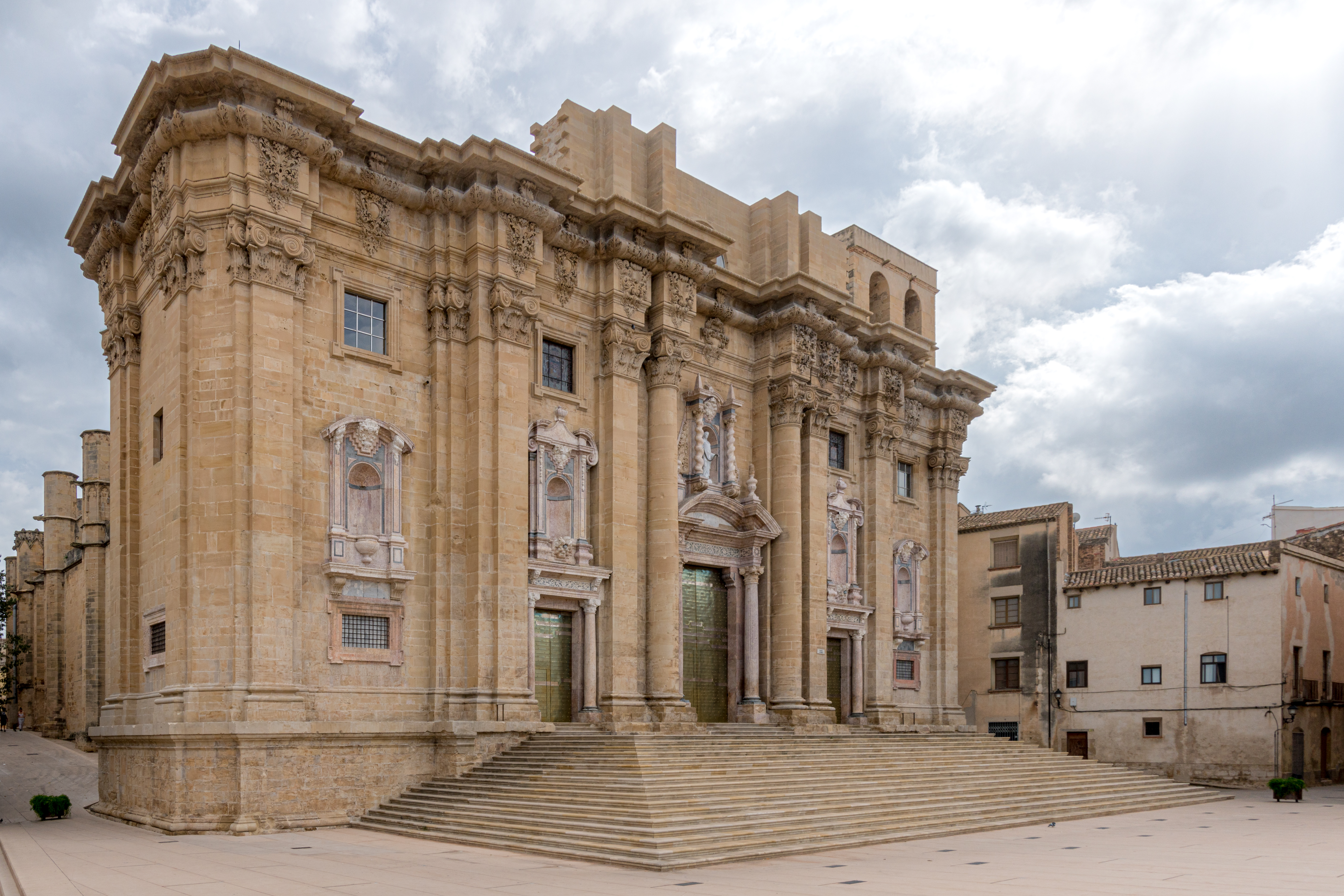
Cattedrale di Tortosa, restaurata tra il 2021 e il 2022.

### Reials Col·legis
Questo è il nome (in italiano "Scuole Reali") dato all'insieme di tre edifici dell'ordine dei dominicani situati in Carrer de Sant Domènec: 
- Col·legi de Sant Jaume i de Sant Maties (Scuola di San Giacomo e di San Mattia). È l'edificio rinascimentale di maggior successo del Principato di Catalogna e dispone di un cortile interno con un fregio spettacolare. Ceduto dalla Chiesa alla Generalitat de Catalunya per ospitare l'archivio storico comarcale dal 1997. Nel 1974 venne dichiarato Monumento Nazionale.
- Col·legi de Sant Jordi i Sant Domènec (Scuola di San Giorgio e San Domenico). Distrutto dai bombardamenti franchisti (1937-1939) conserva solo il portale rinascimentale di due corpi. Sotto lo scudo imperiale di Filippo II si può leggere la scritta 'DOMUS SAPIENTIAE', cioè 'casa della saggezza' in quanto era l'antica università.
- Església de Sant Domènec (Chiesa di San Domenico). Con portale rinascimentale e interni di canoni gotici, risale all'anno 1585. Il suo portale è presieduto dallo scudo del vescovo Izquierdo. Il tempio fu uno dei beni confiscati nel secolo XIX diventando poi un insediamento militare.

### Castello di San Giovanni o della Suda

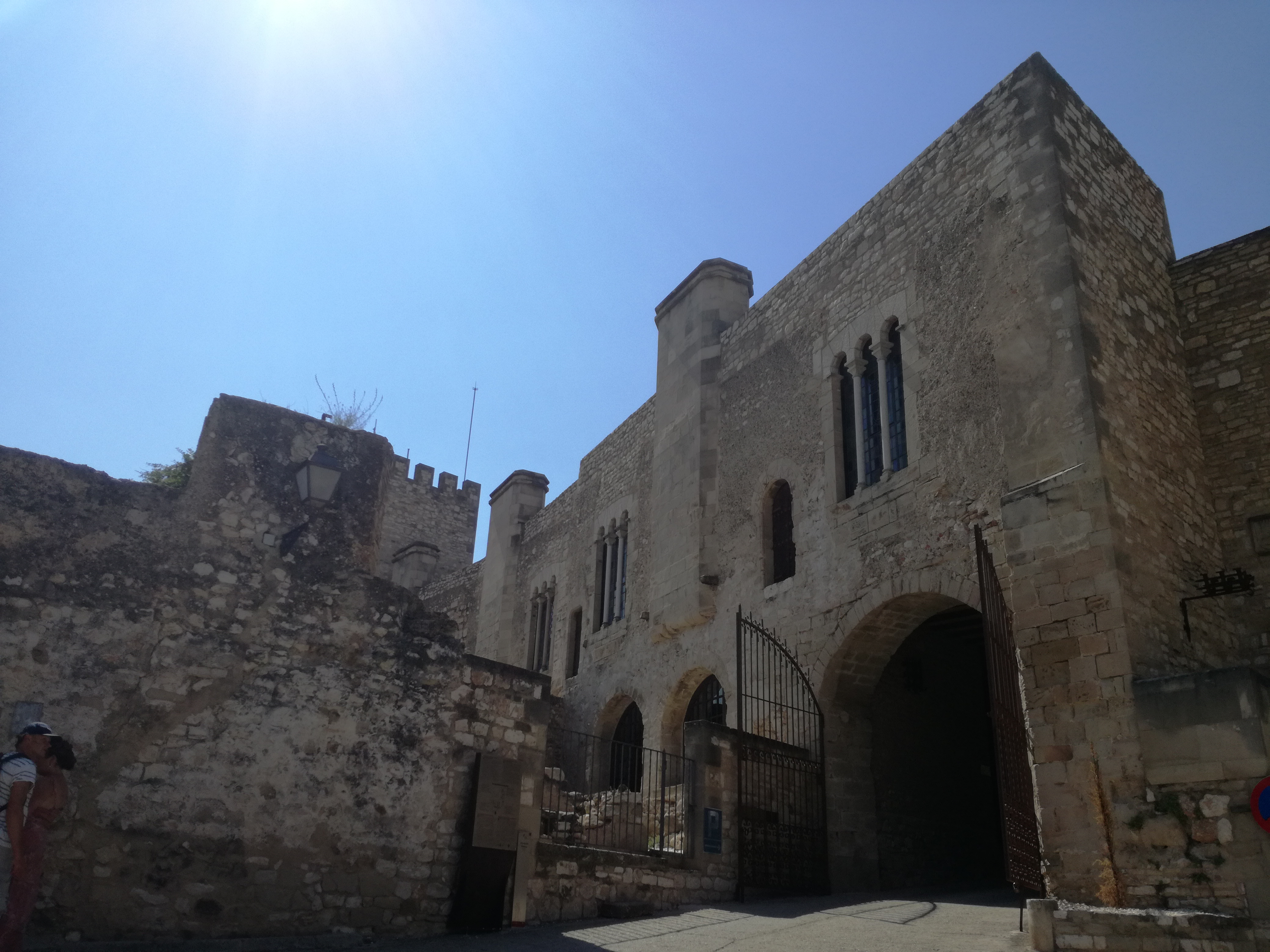
Castello di Tortosa

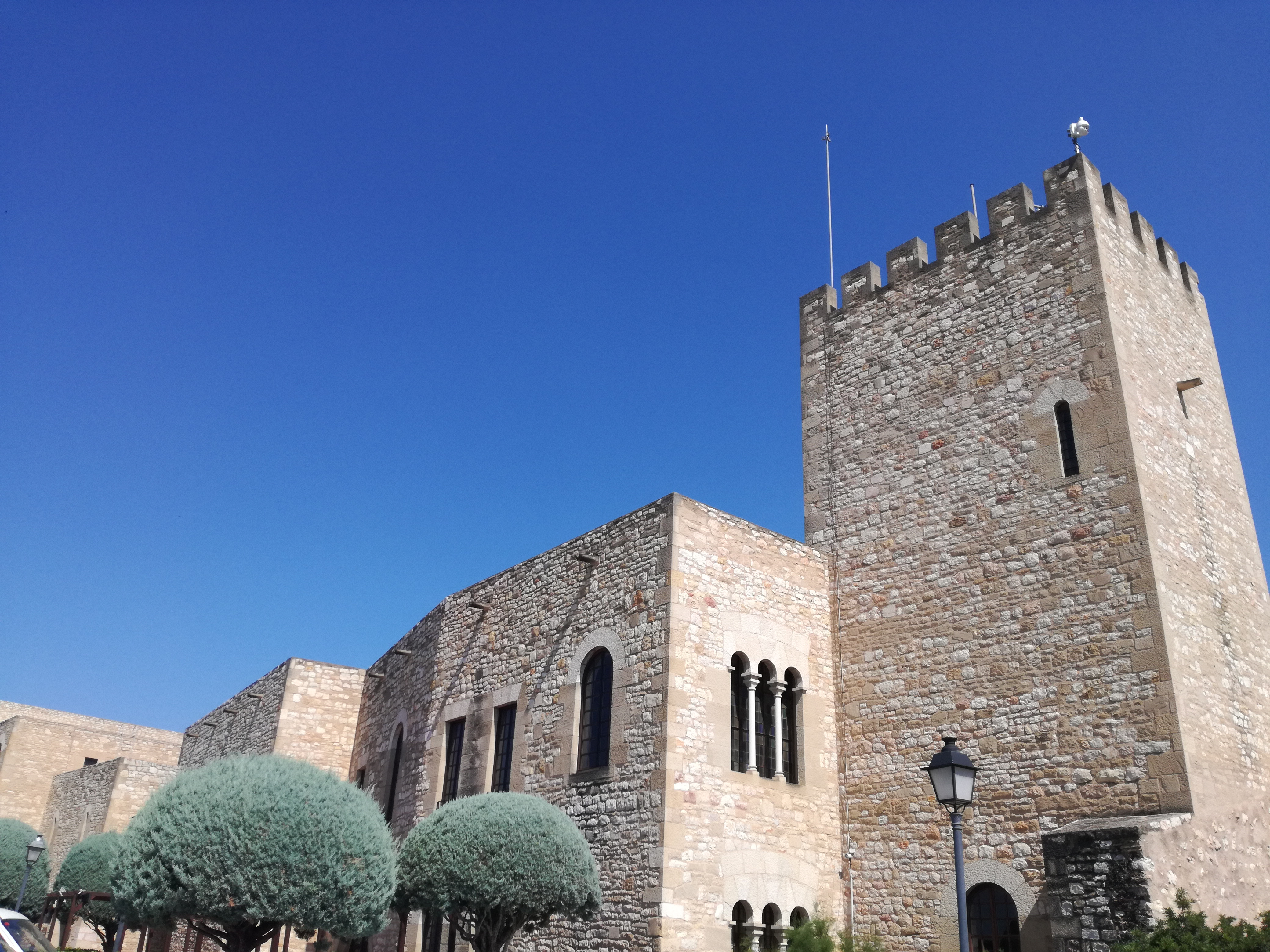
Castello di Tortosa esterno

Il Castello di San Giovanni (in catalano Castell de Sant Joan), conosciuto anche come Castell de la Suda, è stato restaurato in epoca moderna e trasformato in Parador Nacional de Turismo ma è stato un'importante fortezza in epoca musulmana e successivamente cristiana. Fu fondato nel 944 e dell'edificio arabo conserva solo i muri perimetrali, che si adattano alla morfologia della collina su cui sorge. 
Il castello è rinforzato da torri quadrate e da una torre circolare detta di Túbal e conosciuta anche come Torre del Diamante, che s'innalza su uno sperone roccioso affacciato sulla città.
All'interno vi sono diversi archi d'accesso e vari edifici quali un tempo svolgevano la funzione di magazzino della Polveriera, corte d'armi, gallerie sotterranee, silos e pozzo centrale, i quali fanno riferimento agli interventi in stile gotico del XIV secolo, quando era già stato adibito a palazzo reale. 
Da qui partivano le mura di cinta medievali della città, delle quali ancora oggi si conservano alcuni muri e portali, come quello di Remolins (sec. XIV).

### Altro
- Fortificazioni: forte di Tenazas (XVII sec.), fortificazioni del Sitjar (XVII sec.), forte di Orleans (XVII sec.) e vari tratti di mura
- Calle de la Rosa: palazzo Despuig (XV sec.), palazzo Oriol e palazzo Capmany (XVIII sec.)
- Architettura del XIX e XX secolo: Mercato comunale, vecchio Matadero (edificio in stile modernista del 1908, sede del Museu de Tortosa), palazzo Montagut, casa Pilar Fontanet (1909-1910), Templo de la Reparación, casa Lamote (Siboni), casa Brunet Sala, Clínica Sabaté, casa Ballester, casa Bernardo Grego, casa Pallarés (1906), casa Camós (1904), casa Llorca, parco comunale Teodoro González, etc.
- Rifugio antiaereo numero 4 (1937, guerra civile spagnola)

## Cultura

### Musei
- Mostra permanente Santa Maria de Tortosa.
- Museo di Tortosa.
- Els Jardins del Príncep - Museu d'escultures a l'aire lliure de Santiago Santiago.

## Amministrazione

### Gemellaggi
- Avignone, dal 1968[3]
- Le Puy-en-Velay
- Vercelli
- Tartus
- Alcañiz

## Galleria d'immagini

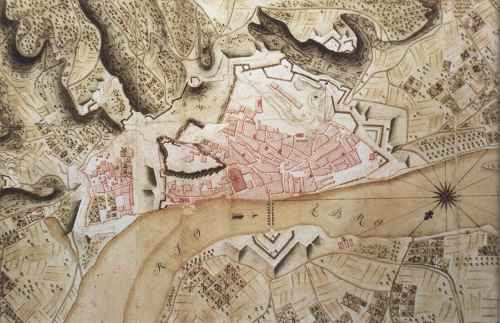
Mappa del 1642
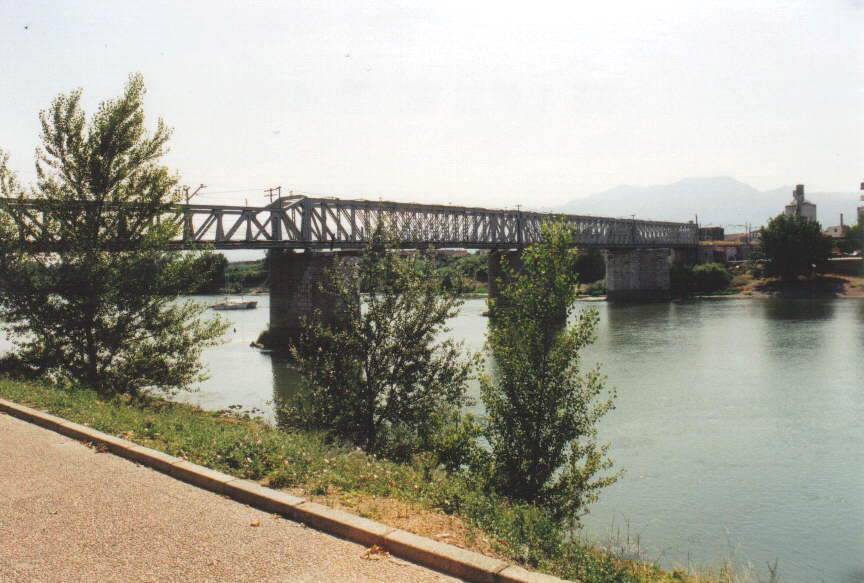
Il fiume Ebro
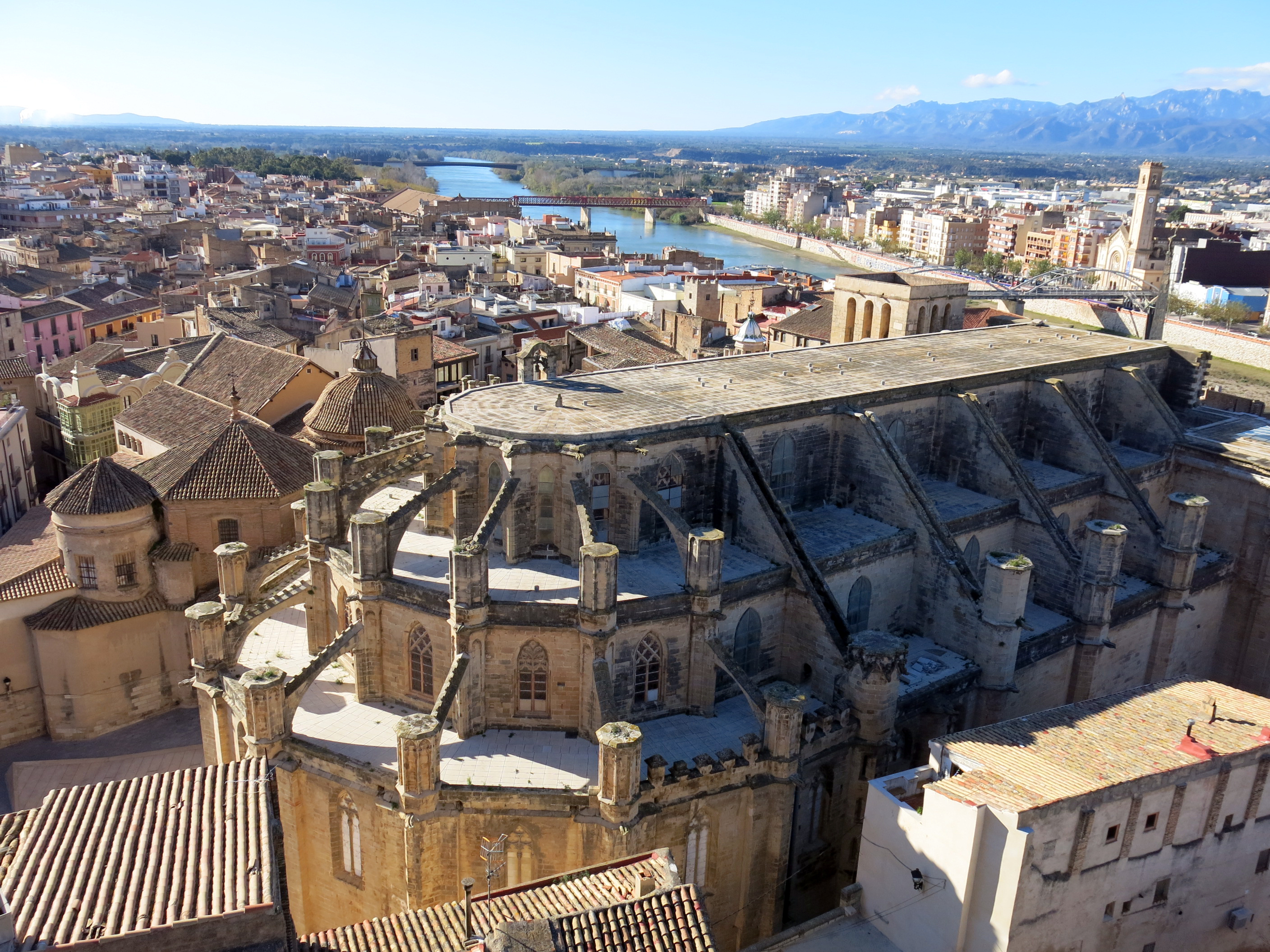
Cattedrale
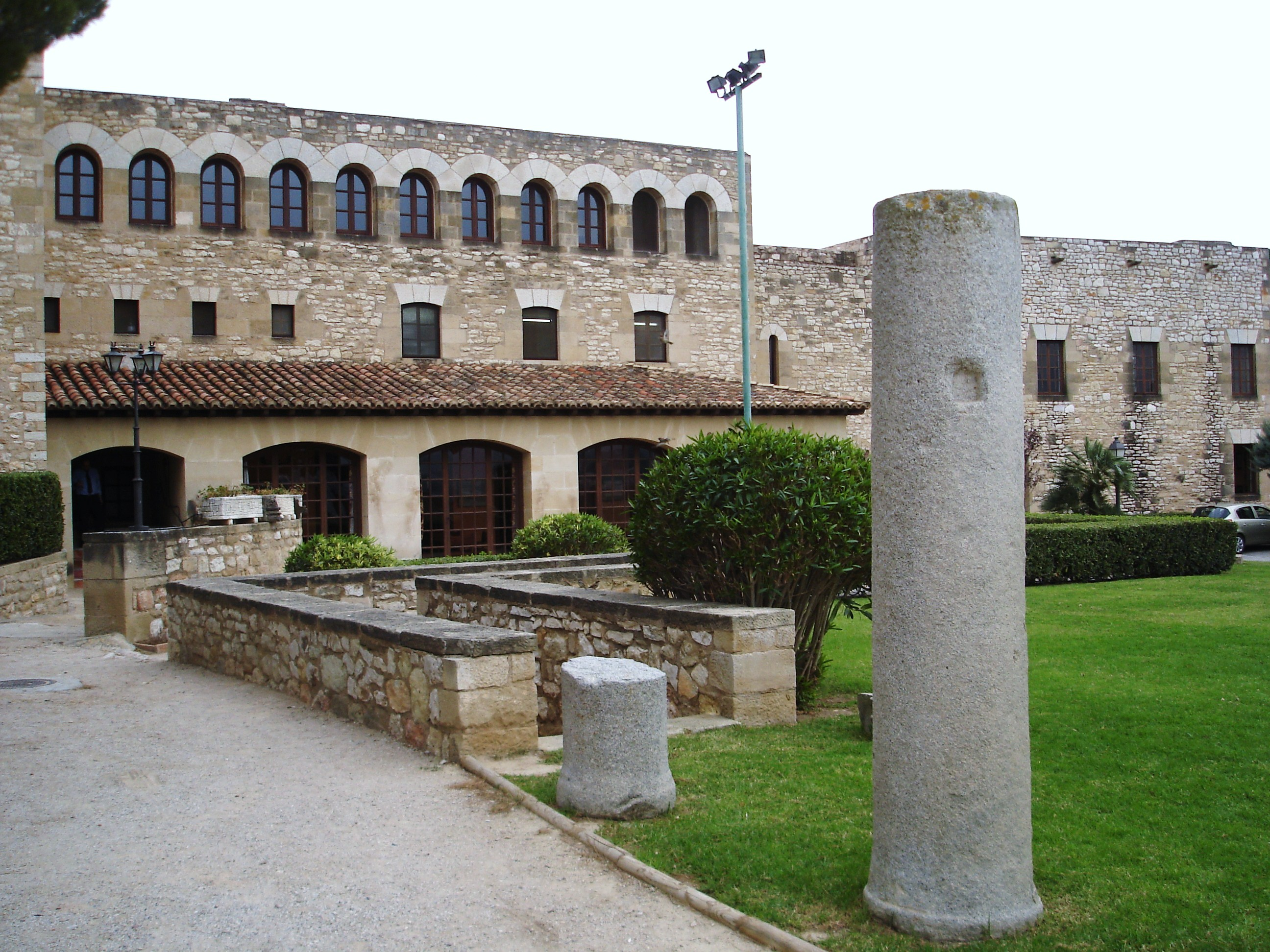
Castello di Tortosa
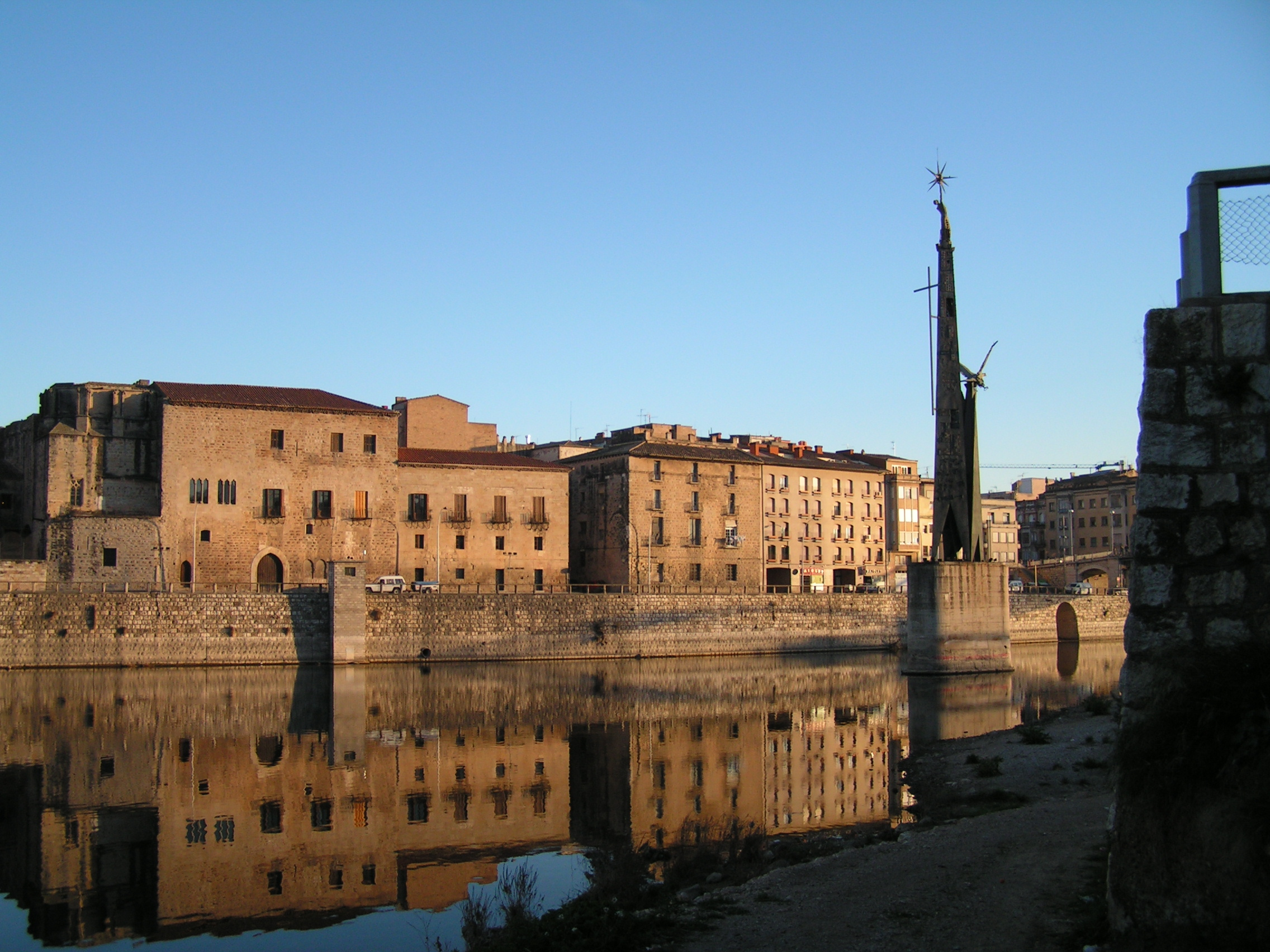
Palazzo episcopale
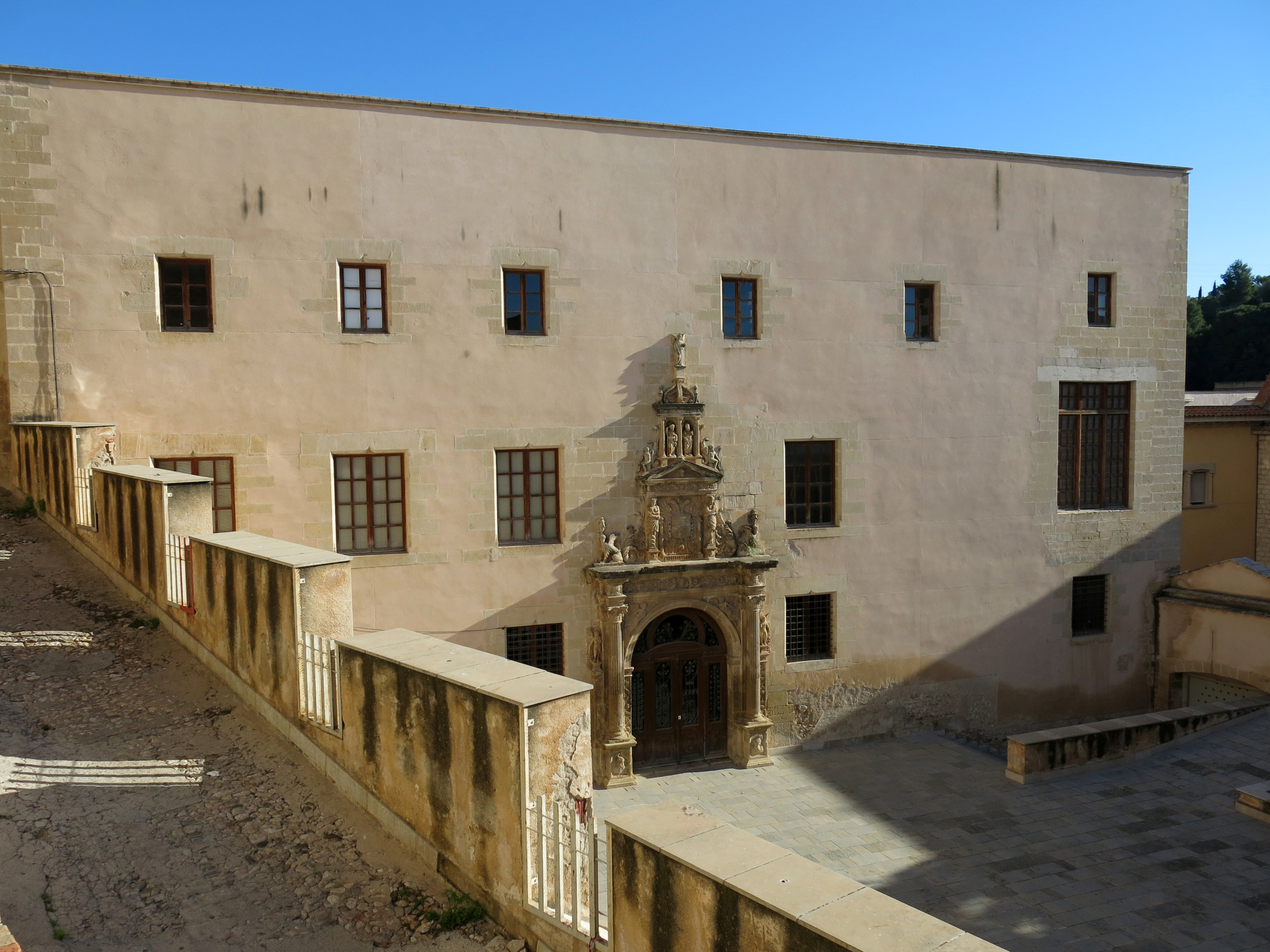
Reials Col·legis
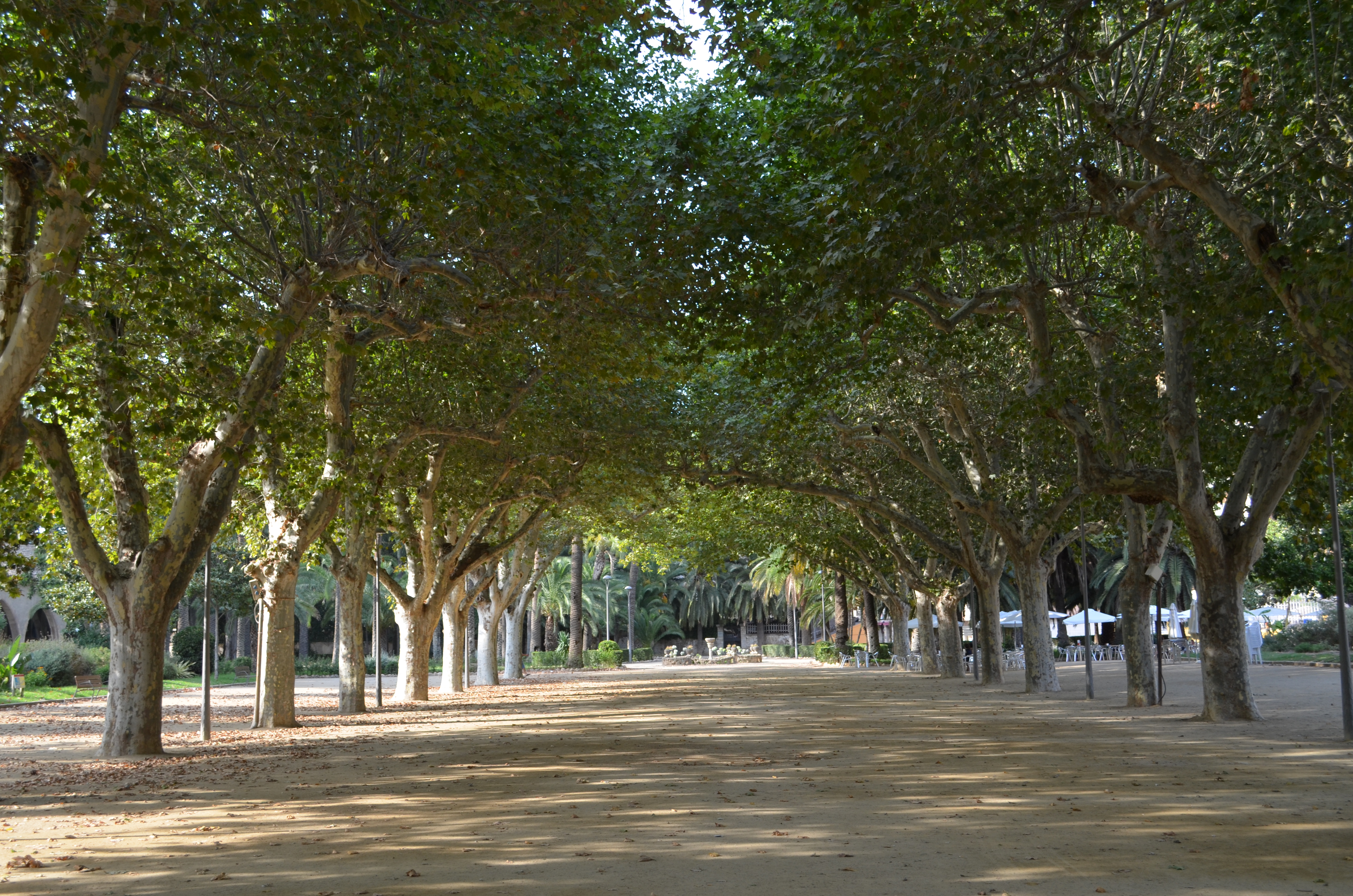
Parco comunale Teodoro González